# 4884 Bragaria
4884 Bragaria eller 1979 OK15 är en asteroid i huvudbältet som upptäcktes den 21 juli 1979 av den rysk-sovjetiske astronomen Nikolaj Tjernych vid Krims astrofysiska observatorium på Krim. Den har fått sitt namn efter Luka Fedorovich Bragar'.